# Leticia
Leticia ist eine Gemeinde (Municipio) im äußersten Süden Kolumbiens und die Hauptstadt des Departamento de Amazonas, das hier mit einem schmalen Sporn (160 × 40 km²) vom Río Putumayo bzw. Rio Içá nach Süden bis zum Amazonas ragt.
|                       | Jan  | Feb  | Mär  | Apr  | Mai  | Jun  | Jul  | Aug  | Sep  | Okt  | Nov  | Dez  |   |      |
| Mittl. Tagesmax. (°C) | 30,6 | 30,6 | 30,6 | 30,3 | 29,9 | 29,4 | 29,8 | 30,7 | 31,2 | 31,4 | 31,1 | 30,7 | ⌀ | 30,5 |
| Mittl. Tagesmin. (°C) | 22,6 | 22,6 | 22,6 | 22,7 | 22,6 | 21,6 | 20,8 | 21,3 | 21,7 | 22,4 | 22,4 | 22,6 | ⌀ | 22,2 |
|                       |      |      |      |      |      |      |      |      |      |      |      |      |   |      |
| Niederschlag (mm)     | 355  | 334  | 352  | 352  | 291  | 203  | 158  | 169  | 235  | 263  | 302  | 292  | Σ | 3306 |
|                       |      |      |      |      |      |      |      |      |      |      |      |      |   |      |
| Regentage (d)         | 24   | 21   | 22   | 22   | 23   | 19   | 16   | 16   | 17   | 19   | 21   | 23   | Σ | 243  |

| 22,6 |

| 22,6 |

| 22,6 |

| 22,7 |

| 22,6 |

| 21,6 |

| 20,8 |

| 21,3 |

| 21,7 |

| 22,4 |

| 22,4 |

| 22,6 |

| 22,6 |

| 22,6 |

| 22,6 |

| 22,7 |

| 22,6 |

| 21,6 |

| 20,8 |

| 21,3 |

| 21,7 |

| 22,4 |

| 22,4 |

| 22,6 |

## Geografie
Die Stadt Leticia liegt am Ufer des Amazonas und ist ein wichtiger Hafen dieses Stromes. Leticia liegt am Dreiländereck Kolumbien-Brasilien-Peru, wird daher auch Tres Fronteras (spanisch für drei Grenzen) genannt. Sie ist die südlichste Stadt Kolumbiens (4,09° Süd 69,57° West) und liegt 96 m hoch. Die Durchschnittstemperatur beträgt 27 °C mit hoher Luftfeuchtigkeit.
Auf derselben Flussseite liegt Tabatinga, das zu Brasilien gehört. Leticia und Tabatinga sind heute praktisch zusammengewachsen und man kann von der einen zur anderen Stadt ohne irgendeine Grenzkontrolle gehen.
Der Nationalpark Amacayacu befindet sich stromaufwärts, ca. 60 Kilometer von Leticia entfernt.
Die Gemeinde grenzt im Westen an Puerto Nariño, im Norden an Tarapacá, im Osten an den brasilianischen Bundesstaat Amazonas und im Süden an den Distrikt Yavarí in der Provinz Mariscal Ramón Castilla in der Region Loreto in Peru.

## Bevölkerung
Die Gemeinde Leticia hat 52.003 Einwohner, von denen 37.216 im städtischen Teil (cabecera municipal) der Gemeinde leben (Stand: 2022).

## Geschichte
Leticia wurde am 25. April 1867 unter dem Namen San Antonio als peruanischer Flusshafen gegründet. Der Name wurde vom damaligen Gouverneur von Loreto, Benigno Bustamante, festgelegt. Am 15. Dezember 1867 wurde der Name auf Initiative des Ingenieurs Manuel Charón in Leticia geändert. Leticia kam durch den Vertrag von Salomón-Lozano 1922 zu Kolumbien.
1932/1933 war Leticia Schauplatz und Anlass des Kolumbianisch-Peruanischen Krieges, auch „Leticia-Krieg“ genannt.
Als Reaktion auf die Waldbrände im Amazonas-Regenwald 2019 vereinbarten sieben Amazonas-Anrainerstaaten (Kolumbien, Peru, Brasilien, Ecuador, Bolivien, Suriname und Guyana) bei einem Gipfeltreffen am 6. September 2019 in der Gemeinde den Pakt von Leticia für Amazonien, der Maßnahmen für einen besseren Schutz des Regenwaldes vorsieht.

## Wirtschaft
Ähnlich wie die Städte Iquitos und Manaus wuchs Leticia Anfang des 20. Jahrhunderts durch den Kautschukboom. Heutzutage sind die größten Arbeitgeber der Fischfang, die Holzfällerei und der Tourismus. Zudem spielt die Landwirtschaft (Reis, Bananen, Mais und Maniok) und grenzüberschreitender Handel eine wichtige Rolle.

## Verkehr
Leticia ist über das kolumbianische Straßennetz von Bogotá aus nicht erreichbar, da fast 500 km Regenwald dazwischenliegen. Leticia verfügt über den Flughafen „Alfredo Vásquez Cobo“, von dem aus Flüge in andere kolumbianische Städte sowie nach Peru gehen. Über den Amazonas kann von Leticia per Schiff Iquitos in Peru und Manaus in Brasilien erreicht werden. In der Stadt selbst ist das Motorrad das Hauptverkehrsmittel.